# 米哈伊爾·阿爾塔莫諾夫
米哈伊爾·弗拉基米羅維奇·阿爾塔莫諾夫（俄語：Михаил Владимирович Артамонов，1997年7月20日—）是俄羅斯跆拳道運動員。他曾經獲得2020年夏季奧林匹克運動會男子58公斤級跆拳道比賽銅牌。

## 外部連結
- TaekwondoData.com （页面存档备份，存于）